# The Pinery, Colorado
The Pinery är en ort (CDP) i Douglas County, i delstaten Colorado, USA. Enligt United States Census Bureau har orten en folkmängd på 10 517 invånare (2010) och en landarea på 26,8 km².